# U.S. Open (golf)
The United States Open Championship, často uváděn také pod názvem U.S. Open, je každoroční národní golfový šampionát ve Spojených státech amerických. Je druhým ze čtyř golfových major turnajů a pořádán v rámci oficiálního programu obou turnajů, PGA Tour i European Tour. Je pořádán americkou golfovou asociací United States Golf Association (USGA), v polovině června, naplánován tak, aby, pokud nedojde ke zpoždění zaviněným počasím, bylo finálové kolo odehráno třetí neděli, na Den otců. U.S. Open se pořádá na různých hřištích, vytvořen tak, aby bylo skórování velmi obtížné, s vysoce kvalitním a přesným odpalováním.

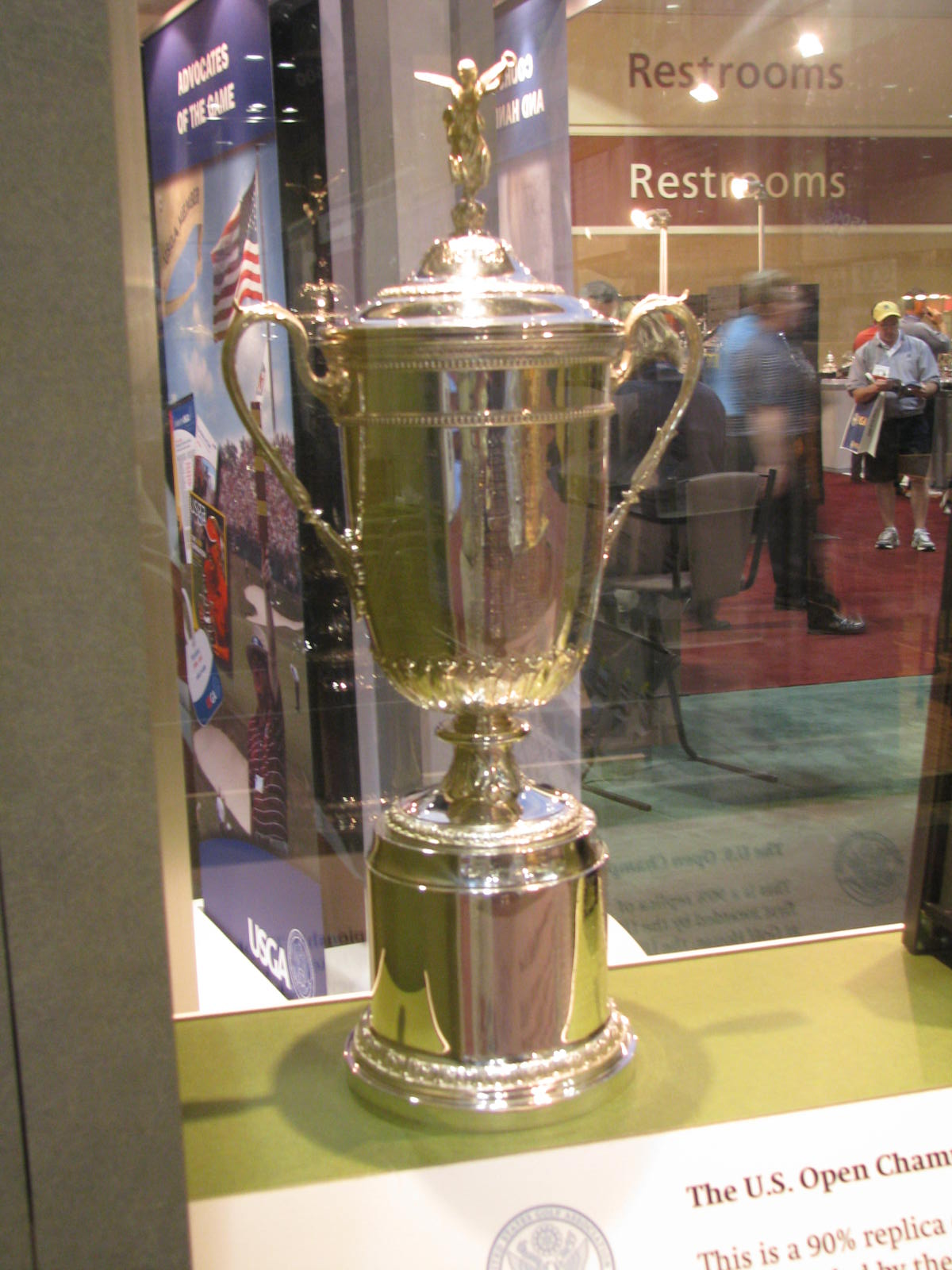
Pohár U.S. Open na PGA Golf Show v roce 2008.

## Historie
U.S. Open se poprvé hrál 4. října 1895 na devíti jamkovém hřišti v Newport country klubu v Newportu, Rhode Island. Šlo o soutěž na 36 jamkách a uskutečnil se v jednom dni. Do turnaje nastoupilo deset profesionálů a jeden amatér. Vítězem se stal Horace Rawlins, 21letý Brit, který přijel do Spojených států uvedený rok dřív, aby přijal místo v hostujícím klubu. Za vítězství získal hotovost v hodnotě 150 z celkových 335 amerických dolarů plus zlatou medaili v hodnotě 50 amerických dolarů; jeho klub obdržel pohár The Open Championship, který předala USGA.